# Strangalidium chemsaki
Strangalidium chemsaki är en skalbaggsart som beskrevs av Giesbert 1997. Strangalidium chemsaki ingår i släktet Strangalidium och familjen långhorningar.
Artens utbredningsområde är:
- Costa Rica.
- Panama.

Inga underarter finns listade i Catalogue of Life.